# Uchta (městský okruh)
Městský okruh Uchta je komunální útvar v Republice Komi. Administrativním centrem je město Uchta. Městský okruh Uchta se počítá mezi rajóny Dálného severu.

## Geografie
Území městského okruhu Uchta se nachází v centrální části republiky Komi. Zabírá území o rozloze 10 300 km². Teritorium městského obvodu Uchta náleží do povodí řeky Ižma. Největšími přítoky této řeky jsou Uchta, Seďju, Tobys a Kedva.
Hraničí s komunálními útvary Sosnogorsk, Ižemský rajón, Kňažpogostský rajón, Usť-Kulomský rajón, Usť-Cilemský rajón a Kortkerosský rajón.

## Hsitorie
V období Ruské říše bylo území městského okruhu Uchta součástí Archangelské gubernie. Od roku 1921 náleželo území okruhu pod správu Autonomní oblasti Komi (Zyrjan). V roce 1929 bylo území převedeno na Ižemský rajón a po 10 letech byl z Ižemského rajónu vydělen samotný Uchtinský rajón.

## Demografie
- 2002 — 127 362 obyv.
- 2009 — 126 990 obyv.
- 2010 — 121 701 obyv.
- 2011 — 121 995 obyv.
- 2012 — 121 704 obyv.
- 2013 — 121 253 obyv.
- 2014 — 120 800 obyv.
- 2015 — 120 515 obyv.
- 2016 — 119 763 obyv.

## Administrativní členění
| №. | Sídelní útvar  | Rusky          | Typ sídelního útvaru           | Počet obyvatel |
| -- | -------------- | -------------- | ------------------------------ | -------------- |
| 1  | Borovoj        | Боровой        | sídlo městského typu           | ↘ 1 423        |
| 2  | Věsjolyj Kut   | Весёлый Кут    | sídlo                          | 55             |
| 3  | Vodnyj         | Водный         | sídlo městského typu           | ↘ 6 244        |
| 4  | Gažajag        | Гажаяг         | vesnice (děrevňa)              | 58             |
| 5  | Gerďjol        | Гэрдъёль       | sídlo                          | 71             |
| 6  | Izvail         | Изваиль        | vesnice (děrevňa)              | 38             |
| 7  | Izjur          | Изъюр          | sídlo                          | 6              |
| 8  | Kedvavom       | Кедвавом       | vesnice (selo)                 | 228            |
| 9  | Kemdin         | Кэмдин         | sídlo                          | 302            |
| 10 | Lajkovo        | Лайково        | vesnice (děrevňa)              | 86             |
| 11 | Nižnij Domanik | Нижний Доманик | sídlo                          | 910            |
| 12 | Pěrvomajskij   | Первомайский   | sídlo                          | 0              |
| 13 | Poroměs        | Поромес        | vesnice (děrevňa)              | 104            |
| 14 | Seďju          | Седъю          | sídlo městského typu           | 1010           |
| 15 | Tobys          | Тобысь         | sídlo                          | 83             |
| 16 | Uchta          | Ухта           | město, administrativní centrum | ↘ 98 293       |
| 17 | Šudajag        | Шудаяг         | sídlo městského typu           | ↘ 3 401        |
| 18 | Jarega         | Ярега          | sídlo městského typu           | ↘ 7 665        |